# Michio Kuga
Michio Kuga (久賀 道郎, Kuga Michio, 1928 - 13 février 1990) est un mathématicien, docteur de l'université de Tokyo en 1960. Ses travaux ont permis de parvenir à une preuve de la conjecture de Ramanujan qui suit en partie des conjectures de Weil par Pierre Deligne (1974).
En 1963-1964, il introduit les variétés de fibres dites « de Kuga ». Au cours de l'été 1965, il a donné une conférence sur les variétés de fibres de Kuga au symposium de l'American Mathematical Society qui s'est tenu à l'université du Colorado à Boulder. En 2019, la Higher Education Press (en) de Pékin a publié une réimpression du livre de Kuga de 1964.
L'un de ses livres, Galois' Dream: Group Theory and Differential Equations, est une série de conférences sur la théorie des groupes et les équations différentielles pour les étudiants de premier cycle, considérant des sujets tels que la revêtement des espaces et les équations différentielles fuchsiennes du point de vue de la théorie de Galois.